# إجيديوس مجوس
إجيديوس مجوس (بالليتوانية: Egidijus Majus) هو لاعب كرة قدم ليتواني في مركز الدفاع، ولد في 5 يناير 1984 في Šilutė ‏ في ليتوانيا. شارك مع منتخب ليتوانيا لكرة القدم. أما مع النوادي، فقد لعب مع زينيت سانت بطرسبرغ ونادي إكراناس ونادي داك 1904 دونيسكا ستريدا ونادي ستيل آذين.

## وصلات خارجية
- إجيديوس مجوس على موقع قاعدة بيانات كرة القدم.إي يو (الإنجليزية)
- إجيديوس مجوس على موقع ناشيونال فوتبول تيمز (الإنجليزية)